# The Journal of Economic History
The Journal of Economic History è una rivista accademica di storia economica pubblicata dal 1941. Molti dei suoi articoli sono quantitativi, spesso seguendo gli approcci formali chiamati cliometria o nuova storia economica per eseguire stime statistiche.
La rivista è pubblicata per conto dell'Economic History Association dalla Cambridge University Press. I suoi editori sono Ann Carlos presso l'Università del Colorado e William Collins presso la Vanderbilt University. Il suo fattore di impatto del 2016 è 1.101.